# Lijst van landnummers in de telefonie op volgorde van zone

Kaart met landnummers per land. Elke kleur is een andere zone.

Dit is een lijst van landnummers in de telefonie. In deze lijst zijn de landnummers geordend op volgorde van zone.
Om een internationaal telefoongesprek tot stand te brengen, kiest men eerst het internationaal toegangsnummer en het landnummer. Het internationaal toegangsnummer is heel vaak 00. In Noord-Amerika is het 011.
Sommige buurlanden hebben verkorte nummers om een onderlinge verbinding tot stand te brengen. Dit is onder andere het geval tussen Ierland en Noord-Ierland, en ook tussen Libanon en Syrië. Het gebruik van deze nummers is in de regel goedkoper dan het gewone landnummer.
De zone-indeling is niet strikt geografisch. Dankzij de moderne computertechniek is het niet bezwaarlijk dat een land een nummer heeft dat eigenlijk tot een andere zone behoort. Zo kwam bijvoorbeeld Aruba, dat om politieke redenen een eigen landnummer nodig had, in de zone Afrika te liggen. In de zone Zuid-Amerika waren geen nummers meer beschikbaar.

## Zone 1: Noord-Amerika en Caribisch gebied (met Noordelijke Marianen, Guam en Amerikaans-Samoa)
- 1 -  Verenigde Staten en  Canada

Bij de overige nummers in zone 1 gelden de volgende drie cijfers als netnummer.
- 1242 -  Bahama's
- 1246 -  Barbados
- 1264 -  Anguilla
- 1268 -  Antigua en Barbuda
- 1284 -  Britse Maagdeneilanden
- 1340 -  Amerikaanse Maagdeneilanden
- 1345 -  Kaaimaneilanden
- 1441 -  Bermuda
- 1473 -  Grenada
- 1649 -  Turks- en Caicoseilanden
- 1664 -  Montserrat
- 1670 -  Noordelijke Marianen
- 1671 -  Guam
- 1684 -  Amerikaans-Samoa
- 1706 -  Mexico (gereserveerd tot 1991, zie 52)
- 1721 -  Sint Maarten (sinds 2011, voorheen 599)
- 1758 -  Saint Lucia
- 1767 -  Dominica
- 1784 -  Saint Vincent en de Grenadines
- 1787 -  Puerto Rico
- 1809 -  Dominicaanse Republiek
- 1868 -  Trinidad en Tobago
- 1869 -  Saint Kitts en Nevis
- 1876 -  Jamaica
- 1903 -  Mexico (gereserveerd tot 1991, zie 52)
- 1905 -  Mexico (gereserveerd tot 1991, zie 52)
- 1939 -  Puerto Rico

## Zone 2: Afrika (met Aruba en Deense gebieden)
Nummers tussen haakjes zijn gereserveerd.
- 20 -  Egypte
- 211 -  Zuid-Soedan
- 212, (210) -  Marokko
- 213, (214, 215) -  Algerije
- 216, (217) -  Tunesië
- 218, (219) -  Libië
- 220 -  Gambia
- 221 -  Senegal
- 222 -  Mauritanië
- 223 -  Mali
- 224 -  Guinee
- 225 -  Ivoorkust
- 226 -  Burkina Faso
- 227 -  Niger
- 228 -  Togo
- 229 -  Benin
- 230 -  Mauritius
- 231 -  Liberia
- 232 -  Sierra Leone
- 233 -  Ghana
- 234 -  Nigeria
- 235 -  Tsjaad
- 236 -  Centraal-Afrikaanse Republiek
- 237 -  Kameroen
- 238 -  Kaapverdië
- 239 -  Sao Tomé en Principe
- 240 -  Equatoriaal-Guinea
- 241 -  Gabon
- 242 -  Congo-Brazzaville
- 243 -  Congo-Kinshasa
- 244 -  Angola
- 245 -  Guinee-Bissau
- 246 - Diego Garcia
- 247 - Ascension
- 248 -  Seychellen
- 249 -  Soedan
- 250 -  Rwanda
- 251 -  Ethiopië
- 252 -  Somalië
- 253 -  Djibouti
- 254 -  Kenia
- 255 -  Tanzania
- 256 -  Oeganda
- 257 -  Burundi
- 258 -  Mozambique
- (259) - Zanzibar (nooit toegekend, zie 255)
- 260 -  Zambia
- 261 -  Madagaskar
- 262 -  Réunion
- 263 -  Zimbabwe
- 264 -  Namibië
- 265 -  Malawi
- 266 -  Lesotho
- 267 -  Botswana
- 268 -  Swaziland
- 269 -  Comoren
- 2696 -  Mayotte
- 27 -  Zuid-Afrika
- 290 - Sint-Helena
- 291 -  Eritrea
- 295 -  San Marino (opgeheven, gewijzigd in 378)
- 297 -  Aruba (voorheen 599)
- 298 -  Faeröer
- 299 -  Groenland

## Zone 3: Europa (1) (en Armenië en Cyprus)
- 30 -  Griekenland
- 31 -  Nederland
- 32 -  België
- 33 -  Frankrijk (voorheen inclusief Andorra[1] en Monaco)
- 34 -  Spanje (voorheen inclusief Andorra[1])
- 350 -  Gibraltar
- 351 -  Portugal
- 352 -  Luxemburg
- 353 -  Ierland
- 354 -  IJsland
- 355 -  Albanië
- 356 -  Malta
- 357 -  Cyprus
- 358 -  Finland
- 359 -  Bulgarije
- 36 -  Hongarije
- 37 -  Duitse Democratische Republiek (opgeheven)
- 370 -  Litouwen[2]
- 371 -  Letland[2]
- 372 -  Estland[2]
- 373 -  Moldavië[2]
- 374 -  Armenië[2]
- 375 -  Wit-Rusland[2]
- 376 -  Andorra[1]
- 377 -  Monaco (voorheen 33)
- 378 -  San Marino[3]
- 379 -  Vaticaanstad[4]
- 38 -  Joegoslavië (opgeheven)
- 380 -  Oekraïne[2]
- 381 -  Servië
- 382 -  Montenegro
- 383 -  Kosovo
- 385 -  Kroatië
- 386 -  Slovenië
- 387 -  Bosnië en Herzegovina
- 388 - ETNS[5]
- 389 -  Noord-Macedonië
- 39 -  Italië en  Vaticaanstad (voorheen inclusief San Marino)

1. 1 2 3  Andorra was op de telefoonnetten van Spanje (34) en Frankrijk (33) aangesloten en was vanuit beide landen als binnenlands gesprek bereikbaar. Andorra heeft een eigen landnummer gekregen.
2. 1 2 3 4 5 6 7  Voorheen 7.
3. ↑  Voorheen 295; ook bereikbaar via Italië: +39 0549 xxx xxx.
4. ↑  Toegekend maar ongebruikt; bereikbaar via Italië: +39 06 698 xxxxx.
5. ↑  European Telephony Numbering Space (ETNS), opgeheven in 2010.

## Zone 4: Europa (2)
- 40 -  Roemenië
- 41 -  Zwitserland (voorheen inclusief 4175 Liechtenstein)
- 42 -  Tsjecho-Slowakije (opgeheven)
- 420 -  Tsjechië
- 421 -  Slowakije
- 423 -  Liechtenstein (voorheen 41)
- 43 -  Oostenrijk
- 44 -  Verenigd Koninkrijk (incl Man en Kanaaleilanden)
- 45 -  Denemarken
- 46 -  Zweden
- 47 -  Noorwegen
- 48 -  Polen
- 49 -  Duitsland

## Zone 5: Mexico, Zuid-Amerika en Centraal-Amerika
- 500 -  Falklandeilanden
- 501 -  Belize
- 502 -  Guatemala
- 503 -  El Salvador
- 504 -  Honduras
- 505 -  Nicaragua
- 506 -  Costa Rica
- 507 -  Panama
- 508 -  Saint-Pierre en Miquelon
- 509 -  Haïti
- 51 -  Peru
- 52 -  Mexico
- 53 -  Cuba
- 54 -  Argentinië
- 55 -  Brazilië
- 56 -  Chili
- 57 -  Colombia
- 58 -  Venezuela
- 590 -  Guadeloupe
- 591 -  Bolivia
- 592 -  Guyana
- 593 -  Ecuador
- 594 -  Frans-Guyana
- 595 -  Paraguay
- 596 -  Martinique
- 597 -  Suriname
- 598 -  Uruguay
- 599 -  Caribisch Nederland
- 599 ? -  Sint Maarten (opgeheven, sedert 2011 1721)
- 599 ? -  Aruba (opgeheven, thans 297)
- 599 9 -  Curaçao

## Zone 6: Azië (1), Australië en Oceanië
- 60 -  Maleisië
- 61 -  Australië
- 62 -  Indonesië
- 63 -  Filipijnen
- 64 -  Nieuw-Zeeland
- 649 -  Pitcairneilanden[1]
- 65 -  Singapore
- 66 -  Thailand
- 670 -  Oost-Timor (voorheen Noordelijke Marianen, zie 1-670)
- 671 -  Guam (opgeheven, zie 1-671)
- 672 - Australisch Antarctica
- 6723 -  Norfolk
- 673 -  Brunei
- 674 -  Nauru
- 675 -  Papoea-Nieuw-Guinea
- 676 -  Tonga
- 677 -  Salomonseilanden
- 678 -  Vanuatu
- 679 -  Fiji
- 680 -  Palau
- 681 -  Wallis en Futuna
- 682 -  Cookeilanden
- 683 -  Niue
- 684 -  Amerikaans-Samoa (opgeheven, thans 1684)
- 685 -  Samoa
- 686 -  Kiribati
- 687 -  Nieuw-Caledonië
- 688 -  Tuvalu
- 689 -  Frans-Polynesië
- 690 -  Tokelau
- 691 -  Micronesië
- 692 -  Marshalleilanden

1. ↑  Gereserveerd. Pitcairn is niet op het internationale telefoonnet aangesloten.

## Zone 7: Rusland
- 7 -  Rusland,  Kazachstan en  Abchazië (voorheen de hele Sovjet-Unie, de voormalige Sovjet-republieken hebben een eigen landnummer)

## Zone 8: Azië (2), gratis nummers en satelliettelefoon
- 800 - Internationale gratis nummers
- 808 - Internationaal nummer voor gedeelde gesprekskosten
- 81 -  Japan
- 82 -  Zuid-Korea
- 84 -  Vietnam
- 850 -  Noord-Korea
- 852 -  Hongkong
- 853 -  Macau
- 855 -  Cambodja
- 856 -  Laos
- 86 -  China
- 87 Satelliettelefoon Inmarsat
  - 870 - Single Network Access Code[1]
    - 87030-87038 - Inmarsat SNAC/B
    - 87039 - Inmarsat SNAC/B HSD
    - 8705 - Inmarsat SNAC/Aero
    - 87060 - Inmarsat SNAC/GAN/Fleet/Swift64
    - 87061-87069 - Inmarsat SNAC/M
    - 87076 - Inmarsat SNAC/Mini-M/GAN/Fleet/Swift64
    - 87077 - Inmarsat SNAC/BGAN
    - 87078 - Inmarsat SNAC/BGAN HSD

  - 871 - Oostelijke Atlantische Oceaan (opgeheven)[1]
  - 872 - Stille Oceaan (opgeheven)[1]
  - 873 - Indische Oceaan (opgeheven)[1]
  - 874 - Westelijke Atlantische Oceaan (opgeheven)[1]
- 880 -  Bangladesh
- 881 - Wereldwijde satellietsystemen
  - 8810, 8811 - ICO Global
  - 8812, 8813 - Elipso
  - 8816, 8817 - Iridium
  - 8818, 8819 - Globalstar
  - 88213 - Telespazio S.p.A./Thuraya Emsat
  - 88216 - Thuraya RMSS Network
  - 88232 - Maritime communications partner/Thuraya
  - 88234 - BebbiCell AG/Thuraya global networks
  - 88239 - Vodafone Malta/Thuraya
  - 88242 - Seanet maritime communications/Thuraya Seanet
  - 88298 - Onair GSM services/Thuraya aeromobile
  - 88299 - Telenor GSM network/vliegtuigen
- 886 -  Taiwan

1. 1 2 3 4 5  870 (SNAC) in de plaats gekomen van 871-874. (en)  Inmarsat dialling codes to change from 2009.

## Zone 9: Azië (3)
- 90 -  Turkije
- 91 -  India
- 92 -  Pakistan
- 93 -  Afghanistan
- 94 -  Sri Lanka
- 95 -  Myanmar
- 960 -  Malediven
- 961 -  Libanon
- 962 -  Jordanië
- 963 -  Syrië
- 964 -  Irak
- 965 -  Koeweit
- 966 -  Saoedi-Arabië
- 967 -  Jemen
- 968 -  Oman
- 970 -  Palestina[1]
- 971 -  Verenigde Arabische Emiraten
- 972 -  Israël
- 973 -  Bahrein
- 974 -  Qatar
- 975 -  Bhutan
- 976 -  Mongolië
- 977 -    Nepal
- 98 -  Iran
- 992 -  Tadzjikistan[2]
- 993 -  Turkmenistan[2]
- 994 -  Azerbeidzjan[2]
- 995 -  Georgië[2]
- 996 -  Kirgizië[2]
- 998 -  Oezbekistan[2]